# Tuchomie (przystanek kolejowy)
Tuchomie – dawna stacja kolejowa nieistniejącej linii kolejowej Bytów – Miastko w Tuchomiu (niem.Groß Tuchen), obecnie w województwie pomorskim, w Polsce.